# Монталдо Скарампи
Монта̀лдо Скара̀мпи (на италиански: Montaldo Scarampi; на пиемонтски: Montad, Монтад) е село и община в Северна Италия, провинция Асти, регион Пиемонт. Разположено е на 258 m надморска височина. Населението на общината е 791 души (към 2010 г.).